# Kreis Vilbel

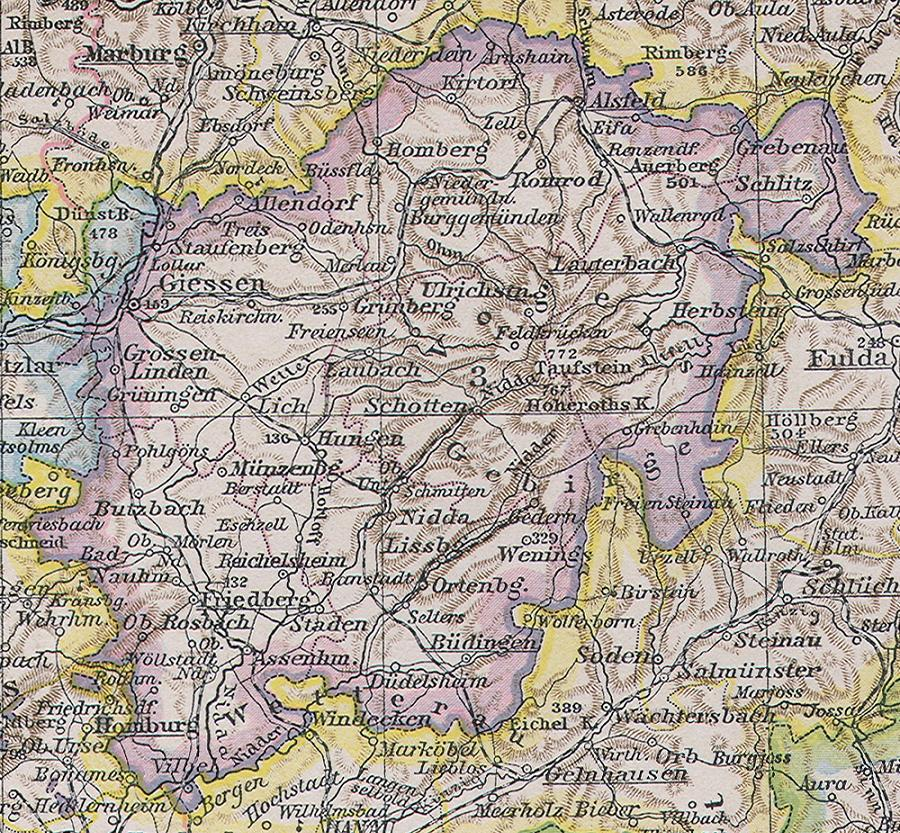
Oberhessen mit Kreisgrenzen von 1905

Der Kreis Vilbel  war ein Kreis in der Provinz Oberhessen des Großherzogtums Hessen (Hessen-Darmstadt). Das ehemalige Kreisgebiet gehört heute zur Stadt Frankfurt am Main, zum Hochtaunuskreis und zum Wetteraukreis in Hessen.

## Geschichte

### Territoriale Entwicklung
Der Kreis Vilbel wurde 1852 aus den Landgerichtsbezirken Groß-Karben und Rödelheim gebildet. Er bestand bis zum 1. Juli 1874 und ging dann nach seiner Auflösung in den Nachbarkreisen Büdingen, Friedberg und Offenbach auf.
1852 hatte der Kreis 22.758 Einwohner in 26 Gemeinden. Durch den Friedensvertrag vom 3. September 1866 zwischen Preußen und dem Großherzogtum Hessen nach dem Deutschen Krieg änderten sich die Kreisgrenzen:
- Die Gemeinde Rödelheim wechselte aus dem Kreis Vilbel in den preußischen Mainkreis
- die Gemeinde Niederursel wechselte aus dem Kreis Vilbel in den preußischen Stadtkreis Frankfurt am Main
- die Gemeinde Harheim des nassauischen Amtes Höchst wechselte in den Kreis Vilbel
- die bis dahin zur Freien Stadt Frankfurt gehörenden Gemeinden Dortelweil und Nieder-Erlenbach wechselten in den Kreis Vilbel
- die bis dahin zum Kreis Hanau gehörende Gemeinde Massenheim wechselte in den Kreis Vilbel.

In der Gebietsreform 1874 wurde der Kreis aufgelöst und dessen Gemeinden auf die angrenzenden Kreise verteilt (siehe: Übersicht).

### Kreisräte
- 1852–1854 Egid Joseph Carl von Rüding
- 1854–1860 Ludwig Strecker
- 1860–1872 Karl Wilhelm Gustav von Zangen
- 1872–1874 Friedrich Hallwachs

## Gemeinden
Die Gemeinden des Kreises Vilbel mit ihrer Einwohnerzahl von 1852 und späteren Kreiszugehörigkeit:
| Gemeinde             | Einwohner 1852 | Kreis ab 1874 | Anmerkung                      |
| -------------------- | -------------- | ------------- | ------------------------------ |
| Altenstadt           | 1086           | Büdingen      |                                |
| Büdesheim            | 815            | Friedberg     |                                |
| Burg-Gräfenrode      | 536            | Friedberg     |                                |
| Holzhausen           | 901            | Friedberg     |                                |
| Dortelweil           | 527            | Friedberg     | bis 1866 Freie Stadt Frankfurt |
| Groß-Karben          | 973            | Friedberg     |                                |
| Harheim              | 760            | Friedberg     | bis 1866 Amt Höchst            |
| Heldenbergen         | 1554           | Friedberg     |                                |
| Höchst an der Nidder | 597            | Büdingen      |                                |
| Kaichen              | 726            | Friedberg     |                                |
| Klein-Karben         | 788            | Friedberg     |                                |
| Kloppenheim          | 208            | Friedberg     |                                |
| Massenheim           | 321            | Friedberg     | bis 1866 Kreis Hanau           |
| Nieder-Erlenbach     | 726            | Friedberg     | bis 1866 Freie Stadt Frankfurt |
| Nieder-Eschbach      | 707            | Friedberg     |                                |
| Niederursel          | 479            |               | 1866 an Preußen                |
| Ober-Erlenbach       | 1059           | Friedberg     |                                |
| Ober-Eschbach        | 626            | Friedberg     |                                |
| Oberau               | 308            | Büdingen      |                                |
| Okarben              | 643            | Friedberg     |                                |
| Petterweil           | 820            | Friedberg     |                                |
| Rendel               | 814            | Friedberg     |                                |
| Rödelheim            | 1994           |               | 1866 an Preußen                |
| Rodenbach            | 315            | Büdingen      |                                |
| Rodheim vor der Höhe | 1670           | Friedberg     |                                |
| Rommelhausen         | 247            | Büdingen      |                                |
| Stammheim            | 748            | Friedberg     |                                |
| Steinbach            | 603            | Offenbach     |                                |
| Vilbel               | 2823           | Friedberg     |                                |